# Leirvíkar Ítróttarfelag
Leirvíkar Ítróttarfelag, meglio conosciuto LÍF Leirvík, è stata una società calcistica faroese.

## Cronistoria
- 1. deild 1982
- 1. deild 1983
- 1. deild 1984
- 1. deild 1985
- 1. deild 1986
- Coppa delle Fær Øer 1986 (finalista)
- 1. deild 1987
- 1. deild 1988
- 1. deild 1989